# りゅうこつ座V382星
りゅうこつ座V382星は、りゅうこつ座に位置する黄色極超巨星。距離は太陽から8,900光年で、直径は太陽の約700倍のケフェイド変光星である。低い赤外超過が多く検出されているのは、この星が赤色超巨星段階になっている可能性があることを示唆している。

## 名称
学名はV382 Carinae、バイエル符号による名称はx Carinae (略称はx Car)。